# La donna del traghetto
La donna del traghetto és una pel·lícula dramàtica italiana del 1986, dirigida per Amedeo Fago.

## Trama
Giulì és un titellaire ambulant que es troba amb Viola, una jove barquera que transporta passatgers en un rai. El desig de Julì és tenir un fill i en construeix un de fusta. Un matí, en lloc de titella, troba un nounat en carn i sang, nascut després d’una nit d'amor amb Viola, de qui inicialment no recordarà res.

## Repartiment
- Alessandro Haber: Giulì Zini
- Teresa Ann Savoy: Viola
- Paolo Rossi: Ciro
- Paco Fabrini: Tommaso
- Nicola Di Pinto: conductor de pompes fúnebres
- Philippe Leroy: pare
- Gabriella Saitta: mare a l'hospital
- Giovanni Vettorazzo: pare a l'hospital
- Eugenio Masciari: home al cotxe

## Producció
La pel·lícula es va rodar al Lazio, Nazzano.

## Reconeixements
- 1986: Festival de Canes - Candidatura a la millor pel·lícula, Setmana Internacional de la Crítica[3]
- 1986: Annecy cinéma italien - Candidatura al Grand prix[3]